# 坎普爾曼山
坎普爾曼山（英語：Mount Campleman）是南極洲的海岬，位於伊利沙伯女皇地，屬於彭薩科拉山脈中帕圖克森特山脈的一部分，海拔高度1,970米，美國地質調查局根據測量和美國海軍拍攝的空中照片繪入地圖，現時由南極條約體系管理。